# دهستان درمیان
دهستان درمیان، دهستانی در بخش مرکزی شهرستان درمیان است. 